# Hannelore Baron

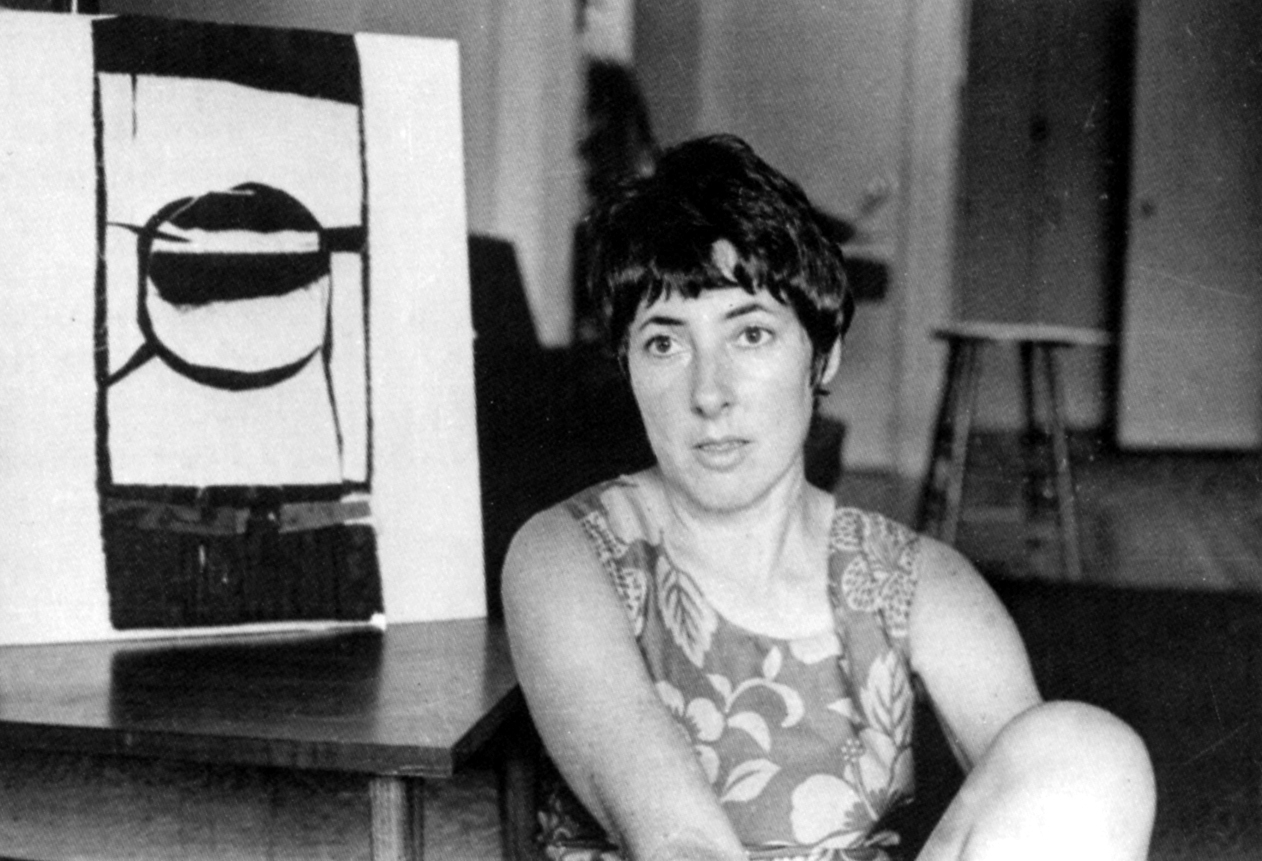
Hannelore Baron im Studio (undatiert)

Hannelore Baron (* 8. Juni 1926 in Dillingen (Saargebiet) als Hannelore Alexander; † 28. April 1987 in New York City) war eine im heutigen Deutschland geborene US-amerikanische Künstlerin. Bekannt wurde sie vor allem durch ihre Collagen und Assemblagen, die dem abstrakten Expressionismus zugerechnet werden.

## Biografie
Hannelore Baron wurde am 8. Juni 1926 in Dillingen im Saargebiet geboren. Sie war das erste von zwei Kindern des jüdischen Textilhändlers Julius Alexander und seiner Frau Frieda. Ihr Bruder Hans wurde 1928 geboren. Ab 1932 besuchte Hannelore die Grundschule. Nach der Machtergreifung der Nationalsozialisten 1933 und der Rückgliederung des Saargebiets an Deutschland 1935 begannen Verfolgung und Unterdrückung der Juden auch in ihrer Heimat. Hannelore und ihr Bruder mussten ab 1936 eine Sonderschule für jüdische Kinder in Saarbrücken besuchen. In der Kristallnacht 1938 wurde die Wohnung der Familie verwüstet, der Vater wurde blutig geschlagen und verhaftet; später kam auch die Mutter in Haft. Als Hannelore danach die Wohnung mit den zerstörten Möbeln und den blutigen Handabdrücken ihres Vaters sah, sollte sie dieses traumatische Erlebnis ihr Leben lang belasten. 1939 gelang es den Eltern, die mit gefälschten Visa vom Schwarzmarkt freigekommen waren, ihre Kinder nach Luxemburg zu schicken; die Eltern folgten ihnen später. 1941 floh die Familie über Frankreich und Spanien nach Portugal. Von Lissabon kamen sie mit dem Schiff nach New York; Verwandte, bei denen sie in der Bronx unterkamen, hatten die Überfahrt bezahlt.
Hannelore wurde an der Staubenmiller Textile High School in Manhattan eingeschrieben. In ihrer freien Zeit las sie viel über östliche Philosophie. 1945 machte sie ihren Abschluss in angewandtem Design. Autodidaktisch begann sie zu malen, wobei ihr Stil zunehmend abstrakt wurde. Es zeigten sich erste Anzeichen von Klaustrophobie und Depression, die ihr ganzes Leben lang zu einer Reihe von Nervenzusammenbrüchen führten. 1947 lernte sie Herman Baron kennen, einen Buchhändler; sie heirateten 1950. Hannelore hatte mittlerweile die US-amerikanische Staatsbürgerschaft erhalten. Das frischgebackene Ehepaar wohnte in der Bronx. Aufgrund ihrer psychischen Probleme entwickelte Hannelore Baron ihre Kunst isoliert von der übrigen Kunstwelt weiter. Dennoch wurde sie 1951 Mitglied der Bronx Artists Guild und nahm an Ausstellungen teil.
1952 kam ihre Tochter Julie zur Welt, 1956 folgte ihr Sohn Mark. Hannelore Baron konnte nur arbeiten, wenn die Kinder schliefen oder in der Schule waren. Künstlerisch wandte sie sich vermehrt der Collage aus Holz-, Metall- und Papierresten zu. Von 1962 an erhielt sie monatliche Entschädigungszahlungen aus Deutschland, zunächst 35 Dollar, in ihrem Todesjahr 1987 schließlich 280 Dollar. 1963 zog die Familie in die Riverdale Avenue. Hannelores psychischer Zustand verschlechterte sich zeitweise; sie war immer wieder in psychiatrischer und psychoanalytischer Behandlung.
1967 wurde sie Mitglied der National Association of Women Artists. 1968 gab sie auf freiwilliger Basis Kunstunterricht für jüdische Kinder im Yonkers Jewish Community Center. Hier hatte sie Zugang zu Geräten zur Holzbearbeitung, die sie für Holzassemblagen nutzte. Sie wurde Mitglied der Artists Equity Association of New York. 1969 hatte sie ihre erste Einzelausstellung. Für einige Monate leitete sie die neueröffnete Tyndell Creek Gallery, wo sie unter anderem ihre eigenen Werke zeigte.
1970 konnte die Familie sich durch eine Erbschaft ein eigenes Haus in Riverdale in der Bronx kaufen. Zum ersten Mal konnte Hannelore Baron sich ein kleines Studio einrichten. 1973 wurde bei ihr Brustkrebs diagnostiziert, sie musste sich einer Chemotherapie unterziehen. Es folgten weitere Chemotherapien, nachdem sich der Krebs auch an anderen Organen zeigte. Am 28. April 1987 starb Hannelore Baron in einem New Yorker Krankenhaus.
Werke von Hannelore Baron befinden sich in zahlreichen Sammlungen und Museen.